# Castigo colectivo
Castigo colectivo es el castigo aplicado a un grupo de personas como resultado del comportamiento de uno o más individuos o grupos. El grupo de sancionados, a menudo, no tiene relación directa con los otros individuos o grupos, o control directo sobre sus acciones. En tiempos de guerra y conflicto armado, el castigo colectivo se ha traducido en atrocidades (crímenes de lesa humanidad), y es una violación de las leyes de la guerra y de las Convenciones de Ginebra. Históricamente, las potencias ocupantes, han utilizado el castigo colectivo como una forma de tomar represalias en contra y prevenir los ataques de sus fuerzas por parte de los movimientos de resistencia (por ejemplo, la destrucción de ciudades enteras y pueblos donde tales ataques se han producido).

## Historia

### SigloIIa.C.
Durante la Dinastía Qin de China (221 a. C.-207 a. C.), el emperador Qin Shi Huang confirmó su dominio mediante la aplicación de leyes estrictas, contra los delitos más graves, tales como la traición a la patria, que se castigaba por lo que se conoce como nueve exterminios familiares, lo que implicaba la ejecución del autor, así como de toda su familia, en que los miembros se dividían en nueve grupos. El proceso de exterminio familiar fue llevado a cabo por sucesivas dinastías chinas por delitos graves, con un número significativo de sentencias registradas durante la Dinastía Ming (1368-1644), hasta que el castigo fue derogado oficialmente por el gobierno de la Dinastía Qing (1644-1912) en el año 1905.

### Siglos IX al XV
En el diezmo, grupos de diez hombres, juraban el Frankpledge, cuya característica esencial era la obligación de compartir la responsabilidad entre las personas conectadas a través del parentesco, o de algún otro tipo de vínculo, como juramento de lealtad a un señor o caballero y la obligación de compartir la responsabilidad y el castigo. Estuvo en uso, por lo menos, desde tiempos de Alfredo el Grande en el siglo IX, y no fue reemplazado hasta los modernos sistemas policiacos del siglo XV.

### SigloXVII
Las Leyes Intolerables fueron vistas como un castigo colectivo en Massachusetts en el Motín del té.

### SigloXIX
El principio de castigo colectivo fue presentado por el General de la Unión William Tecumseh Sherman Orden Especial de Campo 120, del 9 de noviembre del año 1864, que establecía las normas para su "Marcha hacia el mar" en la guerra civil estadounidense:
V. Solamente a los Comandantes de Cuerpo del Ejército se les confia el poder de destruir las fábricas, casas, desmotadoras de algodón, etc ..., y para ellos este principio general se establece: En los distritos y barrios donde el ejército está sin ser molestado, la destrucción de dichos bienes no debe permitirse; pero si los guerrilleros, mediante la guerra de guerrillas, dificultan nuestra marcha, o si los habitantes queman las naves, obstruyen los caminos, o la hostilidad local se pone de manifiesto mediante otras formas, a continuación, los comandantes del ejército deben ordenar y hacer cumplir una devastación más o menos implacable, de acuerdo con la medida de las hostilidades.

### SigloXX
En el año 1906, 167 soldados negros estadounidenses estacionadas en Brownsville, Texas, fueron dado de baja por órdenes del presidente Theodore Roosevelt en respuesta del asesinato de dos ciudadanos blancos en medio de la noche del 13 de agosto. Un hombre murió y el otro, un lugarteniente de la policía, resultó herido y nunca se descubrió quien fue el tirador o los tiradores, aunque se presume que fueron sido miembros del cercano Fuerte Brown. Los soldados de las Compañías B, C y D del Regimiento de Infantería 25, muchos de los cuales habían servido en Cuba y Filipinas, fueron castigados en conjunto por el crimen y se les denegó el derecho a sus pensiones.
Las fuerzas británicas en las Guerras de los Bóeres y los alemanes, tanto en la Guerra franco-prusiana como en la Primera Guerra Mundial realizaron acciones justificadose de acuerdo con las Leyes de la guerra entonces en vigor.
El 19 de octubre de 1941, tropas nazis mataron a 434 hombres en tres aldeas cercanas a la ciudad serbia de Kragujevac como castigo por acciones anteriores llevadas a cabo por la resistencia serbia. En los siguientes dos días, los nazis también mataron a más de 13.000 personas en Kraljevo, Kragujevac y Sumarice, incluyendo 300 estudiantes de la escuela secundaria de Kragujevac.
Durante la Segunda Guerra Mundial, en el año 1942, los alemanes destruyeron el pueblo de Lidice, Checoslovaquia (en la actualidad República Checa). matando a 340 habitantes como castigo colectivo o en represalia por el asesinato ese año del jefe de la Gestapo Reinhard Heydrich por un comando cerca del pueblo (el pueblo de Ležáky también fue destruido en venganza). En la localidad francesa de Oradour-sur-Glane 642 de sus habitantes, hombres, mujeres y niños - fueron asesinados por las Waffen-SS alemanas en el año 1944. En la localidad neerlandesa de Putten y los pueblos italianos de Sant'Anna di Stazzema y Marzabotto, así como en la localidad de Kortélisy en la óblast de Volinia en Ucrania, se llevaron a cabo matanzas a gran escala como represalia por parte de las fuerzas alemanas.

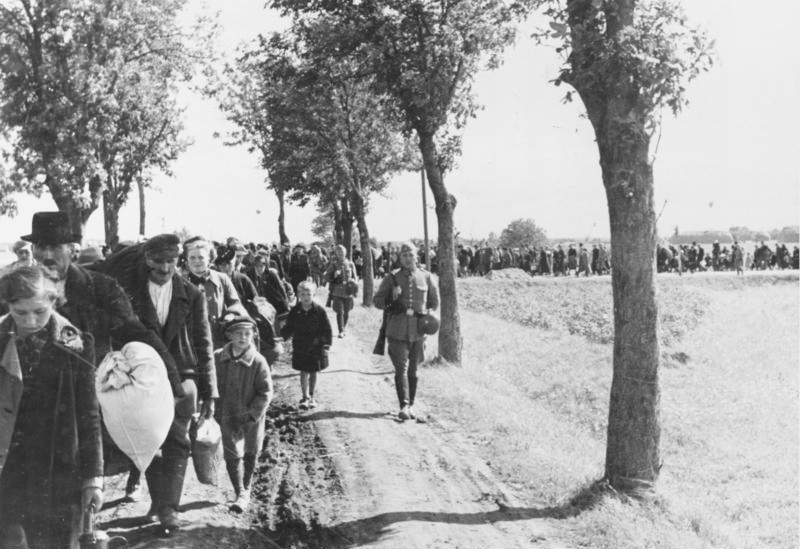
Expulsión de civiles polacos, año 1939

La expulsión de alemanes tras la Segunda Guerra Mundial, entre otros, checos y polacos, ha sido justificada a veces como un castigo colectivo. El objetivo era castigar a los alemanes;, los Aliados declararon ellos colectivamente culpables de crímenes de guerra a los alemanes. En los EE. UU. y en el Reino Unido las ideas alemanes de culpa y castigo colectivo no fue originada en los EE. UU. y los británicos, pero había predido en los niveles políticos superiores. No fue sino hasta finales de la guerra qu el público de EE. UU. asignase la responsabilidad colectiva al pueblo alemán. El documento de política más notable que contiene elementos de la culpa y castigo colectivo es la Directiva JCS 1067 a partir de principios del año 1945.
El castigo colectivo también se ha implicado en la política alimentaria en la Alemania ocupada del Presidente Truman en respuesta a las quejas de los Senadores que "a pesar de que todos los alemanes podrían no ser culpable de la guerra, sería muy difícil tratar de destacar para un mejor tratamiento a los que no tenían nada que ver con el régimen nazi y sus crímenes". Meses antes, obispos católicos de EE. UU. entre muchos otros, ya habían hablado en contra de las restricciones a las exportaciones de alimentos a la Alemania ocupada ", advirtiendo de que "las generaciones futuras podrán cargar a los vencedores con la culpa de la misma inhumanidad que recuerda el nazismo y el fascismo."
Según el New York Times, los británicos planificaron el "castigo colectivo" por ayudar a los miembros del Partido Comunista de Malasia, con premios y más tropas en Malasia en el año 1951. Los británicos utilizaron el castigo colectivo como una política oficial para suprimir la rebelíón Mau Mau en Kenia en el año 1952. En el año 1956, Gran Bretaña utiliza oficialmente el castigo colectivo en Chipre en la forma de desalojar a las familias de sus hogares y el cierre de tiendas en cualquier lugar donde soldados británicos y miembros de la policía habían sido asesinados, para obtener información acerca de la identidad, o identidades, de los atacantes Hoy en día, es considerado por la mayoría de las naciones contradictoria con el concepto moderno del debido proceso, donde cada persona recibe un tratamiento distinto, sobre la base de su papel en el delito de que se trate. El artículo 33 del Cuarto Convenio de Ginebra prohíbe expresamente el castigo colectivo.
Las deportaciones de pueblos en la Unión Soviética realizadas por Iósif Stalin (incluidos el pueblo checheno, tártaros de Crimea, alemanes del Volga y muchos otros) es un ejemplo claro de castigo colectivo oficialmente orquestado. La eliminación parcial de los potenciales problemas de toma de los grupos étnicos fue una técnica usada constantemente por Stalin durante su carrera: polacos (1939-1941 y 1944-1945), rumanos (1941 y 1944/53) estonios, letones y lituanos (1941 y 1945-1949), alemanes del Volga (1941), pueblo checheno e ingusetios (1944). Poco antes, durante e inmediatamente después de la Segunda Guerra Mundial, Stalin llevó a cabo una serie de deportaciones a gran escala que afectó profundamente el mapa étnico de la Unión Soviética. Se estima que entre los años 1941 y 1949 casi 3,3 millones de personas fueron deportadas a Siberia y a las repúblicas de Asia Central. Según algunas estimaciones, hasta un 43% de la población reasentada murió de enfermedades infecciosas y desnutrición.
Las deportaciones comenzaron con los polacos de Bielorrusia, Ucrania y de la Rusia europea (ver polacos en la antigua Unión Soviética) durante los años 1932-1936. Coreanos en el Extremo Oriente ruso fueron deportados en el año 1937 (ver Deportación de coreanos en la Unión Soviética). Después de la Invasión soviética de Polonia en el año 1939, tras la correspondiente invasión alemana, que marcó el inicio de la Segunda Guerra Mundial en el año 1939, la Unión Soviética se anexionó las tierras fronterizas al oeste (llamadas "Kresy") de la Segunda República de Polonia. Durante los años 1939-1941 de 1,45 millones de personas que habitaban en la región fueron deportados por el régimen soviético, de los cuales el 63,1% eran polacos, y el 7,4% eran judíos. Idéntica suerte corrieron en los Países bálticos de Letonia, Lituania y Estonia. Más de 200.000 personas se estima que fueron deportadas desde el Báltico en los años 1940-1953. El 10% de la totalidad de la población adulta del Báltico fue deportada o enviada a campos de trabajo (ver Deportaciones de junio, Operación Pribói, Deportaciones soviéticas de Estonia), Alemanes del Volga y siete nacionalidades de Crimea (abrumadoramente turcos o no eslavos) y del norte del Cáucaso, también fueron deportados: los Tártaros de Crimea, calmukos, chechenos, ingusetios, balkarios, karacháis y turcos mesjetios. Todos los tártaros de Crimea fueron deportados en masa, en una forma de castigo colectivo.
Los pogromos pueden ser considerados como ejemplos de castigo colectivo no oficial que se asemejan a los Disturbios. Cerca de 14 millones de alemanes del Este fueron trasladados de lo que fue Alemania; 3 millones de ellos murieron.
El llamado Enero negro fue una masacre de la población civil cometido por el Ejército Soviético en la República Socialista Soviética de Azerbaiyán en el año 1990. El informe de Human Rights Watch, titulado Enero Negro en Azerbaiyán, establece: "En efecto, la violencia utilizada por el ejército soviético en la noche del 19 al 20 enero estaba tan fuera de proporción a la resistencia ofrecida por los azerbaiyanos que constituye un ejercicio de castigo colectivo."

### SigloXXI

#### Pakistán
El 20 de mayo del año 2008, el Ejército de Pakistán llevó a cabo un castigo colectivo contra un pueblo llamado Spinkai, ubicado en la provincia fronteriza de Pakistán. La operación fue llamada "Zalzala", que en árabe significa terremoto. En un primer momento, el ejército pakistaní se desplegó con helicópteros de combate, con la artillería y tanques a través del lecho de río seco que crujía. Después de cuatro días de intensos combates, 25 milicianos y seis soldados murieron. El resto de los militantes se retiraron por el valle. Después de la captura de la aldea el ejército descubrió fábricas de bombas, chaquetas de suicidio listas para la detonación y escuelas para los terroristas suicidas adolescentes.
El Ejército de Pakistán decidió castigar inmediatamente al pueblo por albergar a los talibanes y permitir a los militantes operar en y desde el pueblo para llevar a cabo nuevos ataques terroristas en Pakistán. Bulldozers y expertos en explosivos convirtieron al bazar de Spinkai en un montón de escombros de un kilómetro y medio. Las estaciones de gasolina, tiendas, e incluso partes del hospital, fueron arrasadas o destruidas. A los aldeanos se les prohibió regresar a sus hogares.
Comandantes paquistaníes, que hablaban a los medios de comunicación, insistieron en que habían sido misericordiosos en su aplicación de "castigo colectivo" - una práctica inventada por los británicos que demarcaron las áreas tribales hace más de un siglo.

#### Siria
Durante la Guerra Civil Siria, el régimen de Bashar al-Assad llevó a cabo varios castigos colectivos contra poblaciones civiles en áreas controladas por la oposición. Un ejemplo significativo es el asedio del este de Guta, donde la población civil fue sometida a bombardeos indiscriminados y restricciones severas en el acceso a alimentos y medicinas. Estas acciones resultaron en una crisis humanitaria grave, con altos niveles de hambre y enfermedades. En Homs, un asedio similar resultó en la destrucción de infraestructura básica y sufrimiento generalizado entre los civiles.

#### Yemen
La coalición liderada por Arabia Saudita impuso un bloqueo a Yemen que ha sido descrito como un castigo colectivo. Este bloqueo ha dificultado la entrada de alimentos, medicinas y otros suministros esenciales, exacerbando una crisis humanitaria que afecta a millones de civiles. La situación ha llevado a un aumento significativo en la desnutrición y enfermedades entre la población yemení.

#### Egipto
El gobierno egipcio ha utilizado tácticas de castigo colectivo en su lucha contra la insurgencia en la península del Sinaí. En operaciones destinadas a combatir a grupos insurgentes, las fuerzas de seguridad han desplazado a comunidades enteras y destruido viviendas y propiedades. Estas acciones han afectado gravemente a la población civil en la región, dejándolos sin hogar y sin acceso a servicios básicos.

#### Baréin
Durante las protestas de 2011 en Baréin, el gobierno llevó a cabo castigos colectivos contra comunidades chiitas en respuesta a las demandas de reformas políticas. Las fuerzas de seguridad realizaron arrestos masivos, destruyeron propiedades y restringieron el acceso a servicios médicos. Estos actos fueron ampliamente condenados por organizaciones de derechos humanos como violaciones graves de los derechos civiles y políticos.

#### Irak
Durante la insurgencia en Irak y los conflictos sectarios, diversas facciones y el gobierno han sido acusados de aplicar castigos colectivos. Por ejemplo, en la lucha contra el Estado Islámico, las fuerzas iraquíes y las milicias aliadas han destruido aldeas enteras sospechosas de albergar insurgentes, desplazando a miles de civiles y destruyendo sus medios de subsistencia.

#### Afganistán
En Afganistán, tanto el gobierno como las fuerzas internacionales han sido acusados de castigos colectivos en sus operaciones contra los talibanes. Esto incluye bombardeos y ataques aéreos en aldeas, que han resultado en la muerte de civiles y la destrucción de propiedades, afectando a comunidades enteras bajo el pretexto de atacar a insurgentes.

#### Palestina
El Bloqueo de la Franja de Gaza ha sido ampliamente criticado como una forma de castigo colectivo contra la población palestina. El derecho internacional humanitario prohíbe el castigo colectivo en virtud del Cuarto Convenio de Ginebra, de la cual el estado sionista de Israel es parte. Los críticos argumentan que el bloqueo restringe el movimiento de personas y bienes, incluidos suministros esenciales como alimentos, medicamentos y materiales de construcción, lo que afecta gravemente la vida cotidiana y las condiciones humanitarias de los residentes de Gaza.
El Comité Internacional de la Cruz Roja ha descrito el bloqueo como una violación del derecho internacional, afirmando que constituye una forma de castigo colectivo contra los 2,2 millones de personas que viven en Gaza. De manera similar, los informes encargados por las Naciones Unidas han destacado el impacto desproporcionado del bloqueo sobre los civiles, con amplias implicaciones para la atención médica, la educación y la infraestructura.
Varias organizaciones de derechos humanos, incluidas Amnistía Internacional y Human Rights Watch, han condenado el bloqueo como parte de una política más amplia de medidas punitivas contra los palestinos. Estas organizaciones han pedido el fin del bloqueo, afirmando que castiga colectivamente a la población civil por acciones que no han cometido individualmente.
Además, se ha acusado a las operaciones militares israelíes en Gaza de emplear medidas que equivalen a un castigo colectivo. Por ejemplo, las demoliciones de viviendas, los ataques a la infraestructura y las restricciones al suministro de combustible y electricidad han exacerbado aún más la crisis humanitaria en Gaza. Los críticos argumentan que estas acciones violan los principios de proporcionalidad y necesidad del derecho internacional, afectando desproporcionadamente a los civiles en lugar de abordar preocupaciones de seguridad específicas.
Sin embargo, los funcionarios israelíes sostienen que el bloqueo es una medida de seguridad necesaria para prevenir el contrabando de armas y materiales que podrían ser utilizados por el grupo Hamás y otros grupos militantes. Si bien algunos estados han reconocido esta lógica, otros han pedido que se adopten medidas alternativas que no perjudiquen a la población civil.
El debate sobre la legalidad y la moralidad del bloqueo sigue siendo objeto de escrutinio internacional, y muchos abogan por un alivio inmediato de la crisis humanitaria en Gaza y una reevaluación de las políticas que afectan a los civiles de manera indiscriminada.
En respuesta al asesinato de tres adolescentes israelíes en 2014 secuestrados cerca del asentamiento israelí de Alon Shvut, el profesor israelí Mordechai Kedar dijo:

"Lo único que puede disuadir a los terroristas, como los que secuestraron a los niños y los mataron, es saber que su hermana o su madre serán violadas. Suena muy mal, pero así es Oriente Medio".